# Инютин, Евгений Иванович
Евге́ний Ива́нович Иню́тин (27 июля 1929 — 3 декабря 1991) — советский инженер-физик. Учёный секретарь рабочей группы по быстрым реакторам МАГАТЭ (1970—1976), советник представительства Министерства иностранных дел СССР в Вене (1970—1976). Сотрудник Физико-энергетического института (1953—1970, 1976—1991), преподаватель Обнинского института атомной энергетики.

## Биография
Евгений Инютин родился 27 июля 1929 года.
В 1953—1970 и 1976—1991 годах работал в Физико-энергетическом институте (ФЭИ) в Обнинске. Участвовал в физических исследованиях реактора Обнинской АЭС, пуске передвижной АЭС ТЭС-3, исследованиях реакторов различных типов, в том числе на быстрых нейтронах.
В 1963 году защитил диссертацию на соискание учёной степени кандидата физико-математических наук.
В 1970—1976 годах был одновременно секретарём рабочей группы по быстрым реакторам МАГАТЭ и советником представительства Министерства иностранных дел СССР в Вене.
Параллельно работе в ФЭИ преподавал в Обнинском филиале Московского инженерно-физического института (с 1985 года — Обнинский институт атомной энергетики).
Умер 3 декабря 1991 года.